# Louise Farrenc

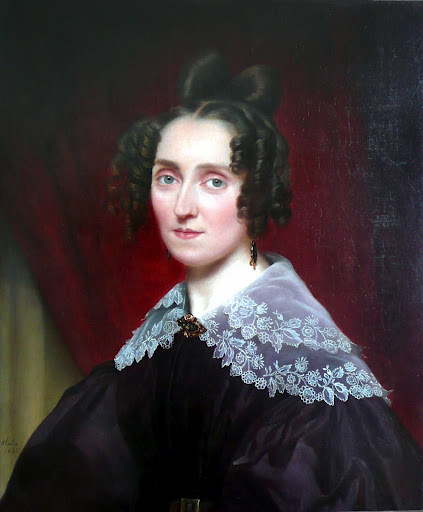
Louise Farrenc

Jeanne-Louise Farrenc (geb. Jeanne Louise Dumont. * 31. Mai 1804 in Paris; † 15. September 1875 ebenda) war eine französische Komponistin, Pianistin und Musikwissenschaftlerin. Sie war Professorin für Klavier am Pariser Konservatorium. 1861 und 1869 erhielt sie den Prix Chartier der französischen Akademie der Künste für ihre Kammermusik.

## Leben

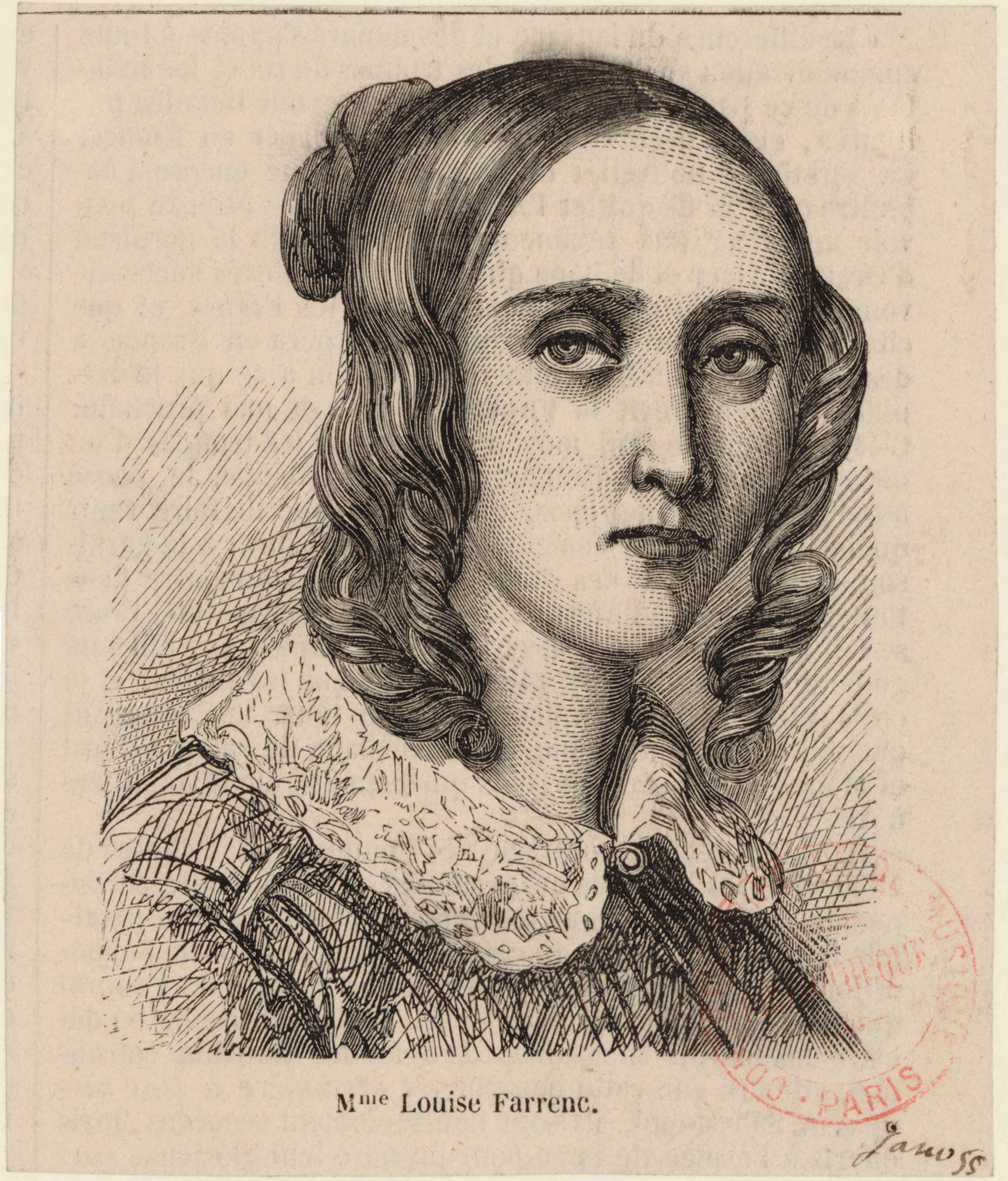
Louise Farrenc, 1855

Bereits früh genoss Farrenc Klavierunterricht bei der Pianistin Cécile Soria, einer Schülerin Clementis. Mit 15 begann sie bei Anton Reicha Komposition, Musiktheorie und Instrumentation zu studieren. 1821 heiratete sie Aristide Farrenc (1794–1865), einen Flötisten und Musikverleger. 1826 kam ihre Tochter Victorine zur Welt, die sich ebenfalls als Pianistin profilieren konnte.
Ab 1834 komponierte Farrenc erste Orchesterwerke. Ihr erster Publikumserfolg war das Air russe varié (op. 17), das von Robert Schumann wohlwollend rezensiert wurde. “Kleine, saubere Studien sind es … so fertig mit einem Wort, dass man sie lieb gewinnen muss, umso mehr als über sie ein ganz leiser, romantischer Duft fort schwebt.” Sie genoss ihren wachsenden Erfolg und konnte sich mit drei Sinfonien und mehreren Kammermusikwerken in der Musikwelt etablieren.
1842 wurde sie als Instrumentalprofessorin für Klavier an das Pariser Konservatorium berufen. Zunächst erhielt sie ein um 200 Francs geringeres Gehalt als ihr Kollege Henri Herz. Erst 1850 erreichte sie durch Eingaben beim Direktor Daniel-François-Esprit Auber eine Angleichung. 1849 fand die Uraufführung ihres größten Erfolgs, der 3. Sinfonie op. 36, mit dem Orchester des Konservatoriums, der Société des concerts du Conservatoire statt. 1850 folgte die Uraufführung des Nonetts op. 38 mit dem namhaften Violinisten Joseph Joachim.
1859 starb ihre Tochter Victorine an Tuberkulose. 
Ab 1861 arbeitete Farrenc gemeinsam mit Aristide Farrenc am Le Trésor des Pianistes, einer Anthologie für Tasteninstrumente mit Noten von 1500 bis 1850 in 23 Bänden, mit biografischen, historischen und musikwissenschaftlichen Angaben zu jedem Stück. Ihr Mann starb 1865 und Farrenc führte das Werk alleine zu Ende.
Nach dem Tod ihrer Tochter und ihres Mannes komponierte Farrenc kaum noch. Sie unterrichtete noch bis 1872 am Konservatorium und starb 1875 in Paris.

## Werk
Farrenc war eine Zeitgenossin von Mendelssohn, Schumann, Chopin, Glinka und Liszt. Sie entwickelte einen eigenen klassisch-romantischen Kompositionsstil, dem man ihre Liebe und profunde Kenntnis der Musik Haydns, Mozarts und Beethovens anhört, und der auch von ihrer Erforschung der Alten Musik beeinflusst ist. Sie verband klassische Formen mit romantischen Instrumentationen, in denen etwa die Bläser aus dem Kontext der Divertimenti und Serenaden gelöst und in anspruchsvollere kammermusikalische Zusammenhänge gestellt wurden. Im Gegensatz zu zeitgenössischen Komponisten in der Nachfolge Beethovens vermied sie die in der Sonatensatzform üblichen Gegensatzthemen, sondern variierte, in Tradition ihres Lehrers Reicha, zwei oder mehr sich ergänzende, die Phantasie anregende idées mères („Mutterideen“).
Zu ihren Lebzeiten waren Farrencs Werke einigermaßen verbreitet. Ihr Mann Aristide Farrenc sorgte für den Druck, von 51 bekannten Stücken wurden ca. 40 gedruckt. Ihre nicht gedruckten Orchesterwerke wurden international aufgeführt, nachgewiesenermaßen in Belgien, Dänemark, Frankreich und der Schweiz. Als einer der wenigen Frauen wurde ihr Werk in ganz Europa bekannt. Ohne Vorbehalte hatte sie dabei die volle Unterstützung ihres Ehemannes, der als Musikverleger sehr frühzeitig nach der Fertigstellung der ersten Kompositionen seine Verbindungen nutzte, die Noten in Druck zu geben. Intensiv arbeiteten beide am Zusammentragen und Veroeffentlichen von musikalischen Werken aus der Zeit ab 1500. Nach dem Tod ihres Ehemannes setzte sie auch diese Arbeiten weiter fort. Im Gegensatz zu ihren Kolleginnen Clara Schumann und Fanny Hensel hatte sie zwar ein gesundes Selbstverständnis als Komponistin, wurde jedoch nach ihrem Tod nahezu vergessen.
Obwohl einige ihrer Stücke im Radio gespielt und als Filmmusik eingesetzt wurden, blieb Farrencs Werk nahezu unbekannt, bis 1995 die Deutsche Forschungsgemeinschaft (DFG) an der Universität Oldenburg unter Leitung von Freia Hoffmann eine Werkausgabe finanzierte. Bis dahin gab es nur ältere Noten im Antiquariat und wenige Neuausgaben. Die Orchesterwerke (drei Sinfonien und zwei Ouvertüren) waren nicht im Handel erhältlich, obwohl Interesse bestand, die Musik zu spielen.
Ab 1997 ließ das auf Klassik-Ersteinspielungen spezialisierte Klassiklabel classic production osnabrück die Sinfonien einspielen (NDR Radiophilharmonie, Johannes Goritzki) und brachte sie auf CD heraus. 2001 folgte eine Gesamtaufnahme aller Sinfonien (Orchestre de Bretagne unter Stefan Sanderling). 2018 waren rund 20 CDs mit ihren Werken erhältlich.

### Kompositionen

#### Orchesterwerke
- Symphonie Nr. 1 op. 32 c-Moll (1842)
- Symphonie Nr. 2 op. 35 D-Dur (1845)
- Symphonie Nr. 3 op. 36 g-Moll (1847)
- Ouvertüre op. 23 e-Moll (1834)
- Ouvertüre op. 24 Es-Dur (1834)
- Grandes Variations sur l’air: Le premier pas op. 4 (Kl. u. Orchester)
- Grandes Variations sur un thème du Comte Gallemberg op. 25 (Kl. u. Orchester)

#### Vokalwerke
- Singstimme und Klavier-/Orchesterbegleitung
  - Andréa la folle. Ballade
  - Je me taisais, Romance
  - La Tourterelle. Romance
  - La Madone
  - Le Berger fidèle. Romance
  - Le Prisonnier de guerre. Scène dramatique
  - Le Suicide. Scène et air (Komposition identisch mit Le Prisonnier de guerre)
  - Toi que j’appelle

- Chormusik
  - O Père qu’adore mon Père (Hymne de Lamartine), Chor a cappella
  - O Père qu’adore mon Père (Hymne de Lamartine), Chor mit Klavierbegleitung
  - O Salutaris hostia für Sopran, Alt, Tenor

#### Kammermusik
- Nonett op. 38 Es-Dur (1849); (Bläserquintett + Streichinstrumente (Vl., Vla., Vc., Kb.))
- Sextett op. 40 c-Moll (1852; Kl, Fl, Ob, Klar, Hr, Fg) (Bläserquintett + Klavier)
- Klavierquintett Nr. 1 op. 30 a-Moll (1839; Kl., Vl., Vla., Vc., Kb.)
- Klavierquintett Nr. 2 op. 31 E-Dur (1840; Kl., Vl., Vla., Vc., Kb.)
- Klaviertrio op. 33 Es-Dur (1841–1844; Kl., Vl., Vc.)
- Klaviertrio op. 34 d-Moll (1844; Kl., Vl., Vc.)
- Klaviertrio op. 44 Es-Dur (1854–1856; Kl., Klar./Vl., Vc.)
- Klaviertrio op. 45 e-Moll (1854–1856; Kl., Fl./Vl., Vc.)
- Variations concertantes sur un air suisse op. 20 (Kl. u. Vl.)
- Violinsonate op. 37 c-Moll (1848; Kl., Vl.)
- Violinsonate op. 39 A-Dur (1850; Kl., Vl.)
- Violoncellosonate op. 46 B-Dur (1857; Kl., Vc.)[8]
- Grandes Variations sur l’air: Le premier pas op. 4 (Kl. u. Str./Fl. ad lib.)

#### Klaviermusik
- Variations (Aristide Farrenc) op. 2
- Grandes variations (Le premier pas) op. 4 (Klavier solo)
- Variations brillantes (Rossini) op. 5
- Variations sur l’air favori: O ma tendre musette! op. 6
- Air suisse varié op. 7
- Trois Rondeaux op. 8
- Rondeau (Bellini) op. 9
- Variations (Onslow) op. 10
- Rondeau (C. M. v. Weber) op. 11
- Variations (Galopade favorite) op. 12
- Rondeau (Rossini) op. 13
- Les Italiennes op. 14
- Variations brillantes (Donizetti) op. 15
- Les Allemandes op. 16
- Air russe varié op. 17
- La Sylphide op. 18
- Souvenir des Huguenots op. 19
- Les Jours heureux op. 21
- Fugen op. 22 (z. T. unvollendete Kontrapunkt-Studien, [1833])
- Trente Etudes dans tous les tons majeurs et mineurs op. 26 [1838]
- Hymne russe varié op. 27
- Variations sur un thème allemand op. 28
- Variations (Bellini) op. 29 (Klavier zu vier Händen, Bearb. für 2 und 3 Klaviere)
- Douze Etudes brillantes op. 41 (1853)
- Vingt Etudes de moyenne difficulté op. 42 (1854)
- Trois mélodies op. 43
- Scherzo op. 47
- Valse brillante op. 48
- 1er Nocturne op. 49
- Vingtcinq Etudes faciles op. 50
- 2me Valse brillante op. 51
- diverse Klavierwerke o. Op.
- Mélodie o. Op. (Veröffentlicht in: Beethoven-Album. Ein Gedenkbuch dankbarer Liebe und Verehrung für den grossen Todten, Stuttgart [1846])

### Werkverzeichnis
- Christin Heitmann: Louise Farrenc (1804–1875): Thematisch-bibliographisches Werkverzeichnis. Noetzel, Wilhelmshaven 2005.

### Diskografie
siehe Einzelnachweise